# Coryphantha sulcolanata
Coryphantha sulcolanata ist eine Pflanzenart in der Gattung Coryphantha aus der Familie der Kakteengewächse (Cactaceae). Das Artepitheton sulcolanata leitet sich von den lateinischen Worten sulcus für ‚Furche‘ sowie lanatus für ‚wollig‘ ab und verweist auf die bewollten Warzenfurchen und Axillen der Art.

## Beschreibung
Coryphantha sulcolanata bildet in der Regel Gruppen. Die niedergedrückt kugelförmigen, leuchtend grünen Triebe erreichen bei Durchmessern von bis zu 6 Zentimetern Wuchshöhen von bis zu 5 Zentimeter. Der Triebscheitel ist häufig abgeflacht. Die bis zu 20 Millimeter langen Warzen sind im oberen Teil etwas konisch und an ihrer Basis fünfeckig. Die Axillen und die Furchen auf den Warzen sind dicht bewollt. Mitteldornen werden nicht ausgebildet. Die neun bis zehn ungleichen, 1,2 bis 1,6 Zentimeter langen Randdornen sind anfangs gelblich weiß und dunkler gespitzt, später werden sie dunkler. Die oberen und unteren von ihnen sind kurz, die seitlichen länger.
Die gelben Blüten sind 4 bis 6 Zentimeter lang und erreichen Durchmesser von bis zu 6 Zentimeter. Die hellgrünen Früchte weisen Längen von bis zu 3 Zentimeter auf.

## Verbreitung und Systematik
Coryphantha sulcolanata ist in den mexikanischen Bundesstaaten Hidalgo, Veracruz und Oaxaca verbreitet. 
Die Erstbeschreibung als Mammillaria sulcolanata durch Charles Lemaire wurde 1838 veröffentlicht. Dreißig Jahre später stellte er die Art in die Gattung Coryphantha. Reto F. Dicht und Adrian D. Lüthy behandelten Coryphantha sulcolanata 2001 als Synonym von Coryphantha elephantidens. Weitere nomenklatorische Synonyme sind Echinocactus sulcolanatus (Lem.) Poselg. (1853) und Cactus sulcolanatus (Lem.) Kuntze (1891).

## Nachweise